# 黃宥薰
黃宥薰（2003年10月24日—），臺灣女子羽毛球運動員，隸屬亞柏羽球隊。

## 簡歷
黃宥薰父黃全成、母詹雅玲皆是臺灣知名羽球選手，其弟黃睿璿同為羽球運動員。她在就讀台南大成國小三年級時接受正式羽球訓練，後陸續就讀高雄三民國中、高雄中學、國立高雄大學。國中升高中暑假成為甲組球員。

### 2022－2023年
2022年9月，黃宥薰睽違將近三年再度參加國際賽，在歐洲參加的六站賽事中，黃宥薰在保加利亞國際賽、捷克公開賽奪得女子單打亞軍。2023年1月，黃宥薰再度前往歐洲，在愛沙尼亞國際賽女子單打決賽擊敗東道主選手克里斯汀·库巴，獲得生涯國際賽首冠。4月，於荷蘭國際賽女單決賽擊敗保加利亞的納爾班托娃，奪得生涯第二冠。

## 主要比賽成績
只列出曾進入準決賽的國際賽事成績：
| 年份   | 賽事                   | 公開賽級別 | 項目     | 拍檔   | 成績   |
| ------ | ---------------------- | ---------- | -------- | ------ | ------ |
| 2019年 | 葡萄牙羽毛球國際賽     | 國際系列賽 | 女子雙打 | 洪恩慈 | 準決賽 |
| 2019年 | 珀斯羽毛球國際賽       | 未來系列賽 | 混合雙打 | 陳子睿 | 準決賽 |
| 2020年 | 斯洛伐克羽毛球公開賽   | 未來系列賽 | 女子單打 | －     | 準決賽 |
| 2020年 | 斯洛伐克羽毛球公開賽   | 未來系列賽 | 混合雙打 | 林上凱 | 準決賽 |
| 2022年 | 保加利亞羽毛球國際賽   | 未來系列賽 | 女子單打 | －     | 亞軍   |
| 2022年 | 保加利亞羽毛球國際賽   | 未來系列賽 | 女子雙打 | 林思雲 | 準決賽 |
| 2022年 | 荷蘭羽毛球公開賽       | 國際挑戰賽 | 女子雙打 | 林思雲 | 準決賽 |
| 2022年 | 捷克羽毛球公開賽       | 國際系列賽 | 女子單打 | －     | 亞軍   |
| 2022年 | 巴林羽毛球國際系列賽   | 國際系列賽 | 混合雙打 | 黃睿璿 | 準決賽 |
| 2023年 | 愛沙尼亞羽毛球國際賽   | 國際系列賽 | 女子單打 | －     | 冠軍   |
| 2023年 | 荷蘭羽毛球國際賽       | 國際系列賽 | 女子單打 | －     | 冠軍   |
| 2023年 | 斯洛文尼亞羽毛球公開賽 | 國際挑戰賽 | 女子單打 | －     | 冠軍   |
| 2023年 | 奧地利羽毛球公開賽     | 國際系列賽 | 女子單打 | －     | 亞軍   |
| 2023年 | 波恩羽毛球國際賽       | 未來系列賽 | 女子單打 | －     | 準決賽 |
| 2023年 | 波恩羽毛球國際賽       | 未來系列賽 | 女子雙打 | 锺侃妤 | 準決賽 |
| 2023年 | 丹麥羽毛球大師賽       | 國際挑戰賽 | 女子單打 | －     | 準決賽 |
| 2024年 | 高雄羽球大師賽         | 超級100賽  | 女子單打 | －     | 準決賽 |
| 2024年 | 愛爾蘭羽毛球公開賽     | 國際挑戰賽 | 女子單打 | －     | 準決賽 |
| 2024年 | 蘇格蘭羽毛球公開賽     | 國際挑戰賽 | 女子單打 | －     | 準決賽 |

| 2018-2026年 | 總決賽 | 超級1000賽 | 超級750賽 | 超級500賽 | 超級300賽 | 超級100賽 | 國際挑戰賽 | 國際系列賽 | 未來系列賽 | 其他 |

## 外部連結
- 黃宥薰在BWFBadminton.com（英语）
- 黃宥薰在BWF.TournamentSoftware.com（英语）
- 黃宥薰在Flashscore（英语）
- 黃宥薰的Instagram帳戶